# جرجناز
جرجناز (به عربی: جرجناز) یک روستا در سوریه است که در ناحیه مرکزی معره‌النعمان واقع شده‌است. جرجناز ۱۰٬۷۵۶ نفر جمعیت دارد.